# Pollicino

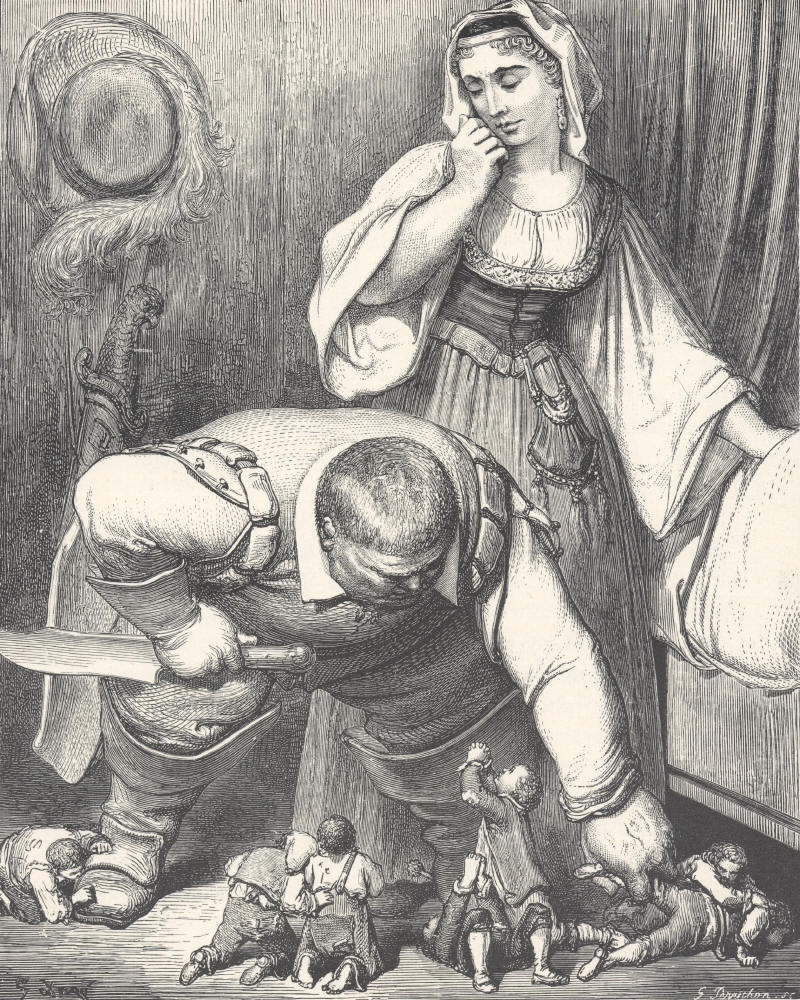
Le Petit Poucet, illustrato da Gustave Doré

Pollicino (Le Petit Poucet) è una celebre fiaba di Charles Perrault, originariamente pubblicata nella raccolta I racconti di Mamma Oca nel 1697. Carlo Collodi ha tradotto la fiaba in italiano con il titolo Puccettino. Pollicino presenta molti punti in comune con la fiaba Hänsel e Gretel dei fratelli Grimm.

## Trama
In un periodo di carestia, un povero boscaiolo e sua moglie, non avendo più cibo per sfamare loro stessi ed i loro sette figli, tutti maschi, decidono di abbandonarli nel bosco. Il più piccolo dei fratelli, Pollicino (il protagonista della fiaba è l'unico personaggio di cui si sa il nome), un bambino davvero minuscolo, avendo udito per caso la conversazione dei genitori, si riempie le tasche di sassolini bianchi. Il giorno dopo i genitori conducono i figli nel bosco con la scusa di volersi far aiutare a tagliare legna e Pollicino lascia cadere i sassolini dietro di sé; seguendo questa traccia dopo che i genitori se ne sono andati, riesce a riportare sé stesso e i fratelli a casa, dove nel mentre il padre ha ricevuto del denaro dal signore del villaggio, con cui era in credito, e con tale denaro ha comprato del cibo: felice che i figli siano tornati, li accoglie e dà loro da mangiare a sazietà. Poco tempo dopo però i soldi e le provviste finiscono, la miseria torna e la situazione si ripete, ma questa volta Pollicino ha a disposizione, per segnare il sentiero, solo le briciole del pane che gli è stato dato dalla madre, che, disseminate per la strada, vengono mangiate dagli uccelli.
I sette fratellini, persi nel bosco, chiedono ospitalità a una casa, della quale Pollicino aveva visto la luce arrampicandosi su un albero. Ad aprire loro la porta è una donna dall'animo buono e gentile, che però li avverte che suo marito, che in quel momento non è in casa, è un terribile Orco che mangia i bambini. La donna ospita i sette fratellini e li nasconde, essendosi impietosita sentendo Pollicino dire che tanto sarebbero comunque morti di stenti nel bosco, quindi tanto valeva essere mangiati dall'Orco.
Quando l'Orco rientra, sente subito un inconfondibile odore di "carne fresca", scopre gli intrusi e vorrebbe ucciderli e mangiarseli subito, ma la moglie lo convince a farli fuori il giorno successivo per non sprecare la ricca cena che gli ha preparato, quindi l'Orco mangia e poi va a dormire.

Pollicino ruba gli stivali delle sette leghe all'orco addormentato (illustrazione di Gustave Doré)

In questo momento si viene a sapere che l'Orco ha sette figlie, sette orchette brutte e cattive quanto il padre, il quale le ama così tanto da aver regalato a ciascuna di loro una coroncina che portano sempre in testa, proprio come delle principesse. Durante la notte Pollicino, ritenendo possibile che l'Orco abbia un ripensamento, si introduce nella camera delle orchette e scambia le loro corone con i berretti dei fratelli. Le cose vanno proprio come previsto: l'Orco si sveglia con l'intento di sgozzare i bambini per avere un lavoro in meno da fare il giorno dopo e, armeggiando al buio, viene tratto in inganno dalla sostituzione delle coroncine con i berretti, quindi scambia le proprie figlie per i bambini e viceversa, finendo per decapitare le orchette.
Il mattino seguente Pollicino e i fratelli fuggono, mentre l'Orco scopre di aver ucciso le sue figlie per colpa loro e, infuriato, li insegue indossando un paio di stivali magici in suo possesso, gli stivali delle sette leghe, così chiamati per la distanza che riescono a coprire ad ogni passo. Anche questa volta, però, Pollicino dimostra tutta la sua furbizia: siccome gli stivali magici stancano molto chi li indossa, a un certo punto l'Orco crolla addormentato, e Pollicino riesce a rubargli gli stivali, che magicamente si adattano ai suoi piedi. Utilizzando gli stivali, Pollicino si reca dalla moglie dell'Orco in pochi passi e le racconta che l'Orco sarebbe stato rapito da una banda di briganti che esigono immediatamente un riscatto, sennò lo uccideranno. La donna, spaventata, gli dà tutto l'oro che possiede. Pollicino prende l'oro e insieme ai fratelli torna alla casa dei genitori. Grazie agli stivali delle sette leghe Pollicino riesce a ottenere diversi incarichi dal re, per i quali riceve grandi compensi economici; unendo i soldi dell'Orco ai guadagni di Pollicino, finalmente, la famiglia riesce a permettersi i lussi che permettono loro di vivere felici e contenti.

## Analisi
Il racconto di Pollicino, come quello di Hänsel e Gretel, ha come tema principale quello della fame e della miseria e può essere interpretato come un insegnamento per i bambini affinché superino quella che Freud chiama la fase orale. Pollicino rinuncia a mangiare e invece impara a usare la sua intelligenza, i suoi occhi e le sue orecchie. Al contrario i fratelli di Pollicino, l'Orco, sua moglie, le sue figlie e gli altri personaggi della fiaba pensano soprattutto a mangiare e dormire.

## Riferimenti
Alcuni temi di Pollicino sono riconducibili alla mitologia greca: i sassolini di Pollicino ricordano il filo d'Arianna di Teseo, che sconfigge il Minotauro come Pollicino sconfigge l'Orco. La vittoria del debole sul forte (addirittura di un bambino particolarmente piccolo sul gigantesco Orco) riprende il tema di Davide e Golia. Inoltre l'Orco si potrebbe ricondurre a un capitolo dell'Odissea, in quanto anche Polifemo tiene prigionieri nella sua grotta i greci di Ulisse che tornavano in patria dalla guerra di Troia.
Il fratello di Zeto, Anfione, aveva sposato Niobe, da cui aveva avuto sette figli maschi e sette femmine, mentre Aedone aveva partorito solo un maschio ed una femmina. Colma d'invidia, Aedone si apprestò a uccidere il primogenito di Niobe: durante la notte entrò nella camera dove dormivano i figli sia suoi che di Niobe ma, nel buio, sbagliò letto e invece di uccidere il nipote uccise il proprio figlio, Itilo o Ati.
Nella poesia dell'autore francese Arthur Rimbaud (1854-1891) Ma Bohème la figura di Pollicino viene ripresa e rivisitata in modo del tutto originale. L'autore, adolescente ribelle in fuga, descrive il suo errare per le campagne dormendo sotto le stelle e si identifica alla figura del personaggio della fiaba: "- Petit Poucet rêveur, j'égrenais dans ma course /des rimes." (Come un Pollicino sognatore, facevo cadere durante la mia corsa/ rime.") Il poeta come Pollicino semina qualcosa per ritrovare la strada, ma non si tratta né di sassi né di briciole, ma di rime. (messe in evidenza dall'enjambement). Chiara indicazione che un poeta trova la propria identità, (la strada di casa), nel seminare versi nel mondo, cioè attraverso la creazione poetica, tema centrale del sonetto in questione. 

## Adattamenti
- Le Petit Poucet è un cortometraggio di Louis Feuillade del 1912
- Pollicino è un film di Olivier Dahan del 2001.
- Pollicino è un'opera di Hans Werner Henze.